# 亮叶木兰寄生
亮叶木兰寄生（学名：Taxillus limprichtii var. longiflorus）为桑寄生科钝果寄生属下的一个变种。

## 扩展阅读
- 維基物種上的相關：亮叶木兰寄生